# Rosen und Tulpen in einer Vase

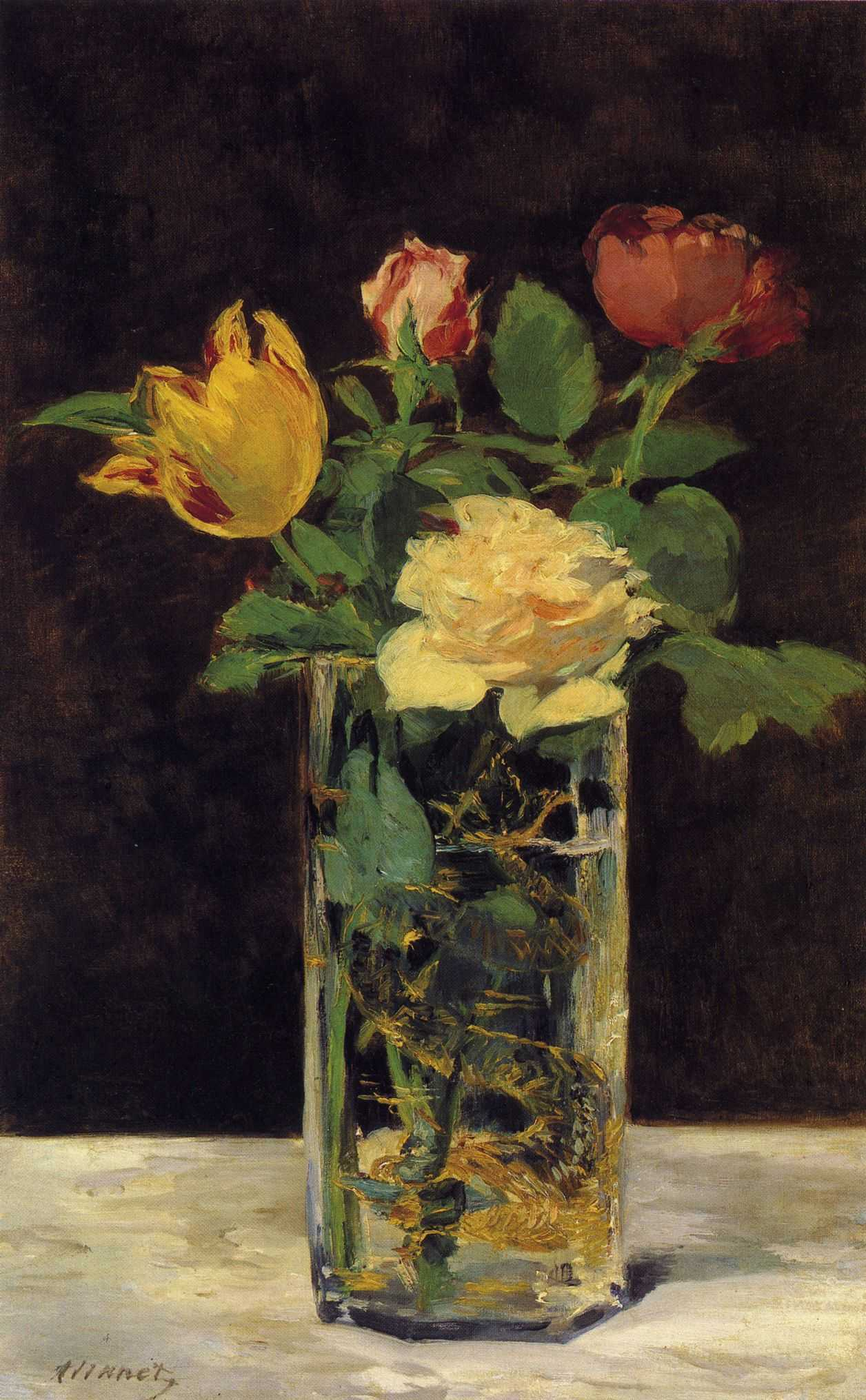
Rosen und Tulpen in einer Vase
Édouard Manet, 1883
56,5 × 36 cm
Öl auf Leinwand
Privatsammlung

Rosen und Tulpen in einer Vase, auch Stilleben mit Rosen und Tulpen in einer Drachenvase, Rosen und Tulpen in Drachenvase, Blumenvase (Rosen und Tulpen), Rosen in einer Vase oder Vase, (französisch Fleurs dans un vase oder Vase au dragon) ist ein Gemälde des französischen Malers Édouard Manet. Das 1883 entstandene Bild ist in Öl auf Leinwand gemalt und hat die Abmessungen 56,5 × 36 cm. Es zeigt vier Blumen in einer mit Golddekor verzierten Vase auf einer Tischplatte vor dunklem Hintergrund. Das Bild ist Teil einer Serie von Blumenstillleben, die Manet wenige Monate vor seinem Tod im Stil des Impressionismus schuf und die als Vanitas-Symbol gelesen werden können. Das Gemälde befindet sich in Privatbesitz.

## Bildbeschreibung
Das Gemälde zeigt zentral in der Bildmitte eine Blumenvase mit vier Schnittblumen. Links ragt eine gelb-rote Tulpe aus der Vase heraus, nach hinten fällt eine rosafarbene geschlossene Rose, auf der rechten Seite befindet sich eine geöffnete rote Rose und vorn ist in voller Blüte eine blassgelbe Rose zu sehen. Das grüne Blattwerk der Rosen füllt den Raum zwischen den Blüten aus, einige Blätter finden sich zudem in der Vase oder ragen zur rechten Seite über den Vasenrand hinaus. Hinter der Tulpenblüte ist darüber hinaus die Spitze eines Tulpenblatts zu erkennen. Bei der Vase handelt es sich um ein hohes Glasgefäß mit achteckigem Grundriss. Das durchsichtige Glas ist mit einem goldenen Drachenmotiv nach asiatischem Vorbild versehen. Die Vase steht auf einer hellen Marmorplatte, die etwa das untere Viertel des Bildes einnimmt. Sie wird unten und seitlich vom Bildrand angeschnitten. Die hintere Tischkante verläuft parallel zum unteren Bildrand und trennt den Vordergrund von einem nahezu monochromen dunkelbraunen Hintergrund. Das Licht fällt von oben leicht schräg auf das Blumenstillleben, sodass hinter der Vase nach rechts ein kurzer Schatten liegt. Die Malweise ist typisch für das Spätwerk des Künstlers und zeigt einen lockeren Pinselduktus im Stil des Impressionismus. Das Gemälde ist unten links mit „Manet“ signiert.
Für die Kunsthistorikerin Ina Conzen wirkt das Gemälde Rosen und Tulpen in einer Vase „nahezu magisch“. Für sie wird „die Malerei der Oberfläche ... zu einem Ausdruck ihrer Tiefe.“ Eduard Hüttinger sieht „die Stofflichkeit und die materielle Gegenständlichkeit des Dargestellten aufs höchste sublimiert“ und spricht von „kostbaren Farbwundern“. Rosen und Tulpen in einer Vase repräsentiert für Hüttinger „einen Höhepunkt der Stillebenmalerei Manets“.

## Manets letzte Blumenstillleben
Nachdem sich Manet bereits Mitte der 1860er Jahre mit einigen Blumenstillleben beschäftigt hatte, widmete er sich verstärkt in den letzten Monaten seines Lebens diesem Bildmotiv. Diese späten Blumenbilder sind keine aufwändigen Arrangements, wie sie aus der niederländischen Barockmalerei bekannt sind. Stattdessen konzentrierte sich Manet auf die Darstellung weniger Objekte. Im Bild Rosen und Tulpen in einer Vase wird durch das isolierte Objekt vor neutralem Hintergrund nicht deutlich, in welchem räumlichen Zusammenhang das Stillleben angesiedelt ist. Lediglich die auch aus anderen Werken bekannte Marmorplatte gibt einen Anhaltspunkt. Solche Marmorplatten kommen als Arbeitsfläche einer Anrichte vor, können aber auch als Tischplatte dienen. Es ist bekannt, dass Manet einen Tisch mit einer hellen Marmorplatte in seinem Atelier hatte. Dieser Tisch kam bei der Darstellung von Caféhausszenen zum Einsatz und fand zudem als Stellfläche für seine späten Stillleben Verwendung. Einmal, im Gemälde Der Fliederstrauß (Nationalgalerie, Berlin), zeigt Manet die Tischplatte von der Seite; in anderen Bildern ist sie von vorn zu sehen. 
Für seine letzten Blumenstillleben konnte Manet zwischen sieben im Haushalt befindlichen Glasvasen auswählen. In Rosen und Tulpen in einer Vase hat Manet eine Vase ausgesucht, die er selbst in einem Geschäft in der Passage des Princes gekauft hatte. Die Vase weist ein auffälliges Dekor mit einem goldenen Drachen auf – ein exotisches Motiv, das der damaligen Mode des Japonismus entsprach. Asiatische Kunst kannte Manet durch seine Besuche der Pariser Weltausstellungen von 1867 und 1878. Vor allem die dort gezeigten japanischen Holzschnitte beeinflussten sein Werk nachhaltig. Die Vase mit dem Drachendekor stammte möglicherweise aus europäischer Produktion, wo die asiatischen Motive schnell Nachahmer fanden. Manet nutzte diese Vase auch für weitere Blumenstillleben, in denen das Drachenmotiv jedoch nur undeutlich verschwommen zu erahnen ist. In seinen letzten beiden Bildern Vase mit weißen Flieder und Rosen und Rosen in einer Glasvase (beide Privatsammlung) erscheint das Drachenmotiv weniger figurativ, sondern nahezu als abstrakte Skizze. Ein ähnliches Drachenmuster findet sich zudem auf einer bauchigen Vase, die er für das zuvor gemalte Bild Pfingstrosen (Privatsammlung) verwandte. Andere Vasen in Manets Blumenstillleben weisen keine Verzierung auf oder sind wie in Kristallvase mit Rosen Tulpen und Flieder (Privatsammlung) mit einem schlichten Punktmuster versehen. 
In den verschiedenen Gemälden variierte Manet die Blumensorten und zeigte neben Rosen und Tulpen auch Nelken, Klematis, Pfingstrosen oder Flieder. Die bei anderen Malern beliebten Sonnenblumen oder Gladiolen fehlen hingegen in seinem Werk.  Blumen kamen meist als Geschenk von Freunden als Genesungsgruß in Manets Haus. Er litt in den letzten Lebensjahren unter den Symptomen einer  Syphiliserkrankung und hatte Schmerzen beim Gehen. Die Blumensträuße waren eine willkommene Abwechslung für den Maler und dienten als Vorlage für kleinformatige Stillleben, die er in kurzer Zeit ohne langes schmerzhaftes Stehen vollendete. Manets späten Blumenbilder können wie alle Stillleben auch als Vanitasbilder verstanden werden. In Rosen und Tulpen in einer Vase ist von der Knospe bis zur geöffnete Blüte der Blumen auch ein Sinnbild für den Lebenszyklus denkbar – belegt sind solche Absichten Manets hingegen nicht.

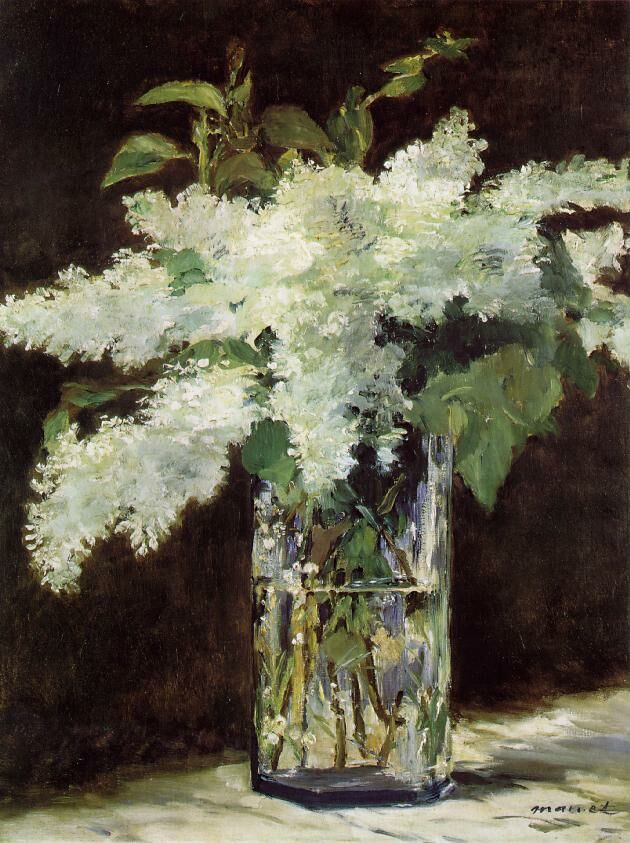
Édouard Manet: Der Fliederstrauß (Nationalgalerie Berlin)
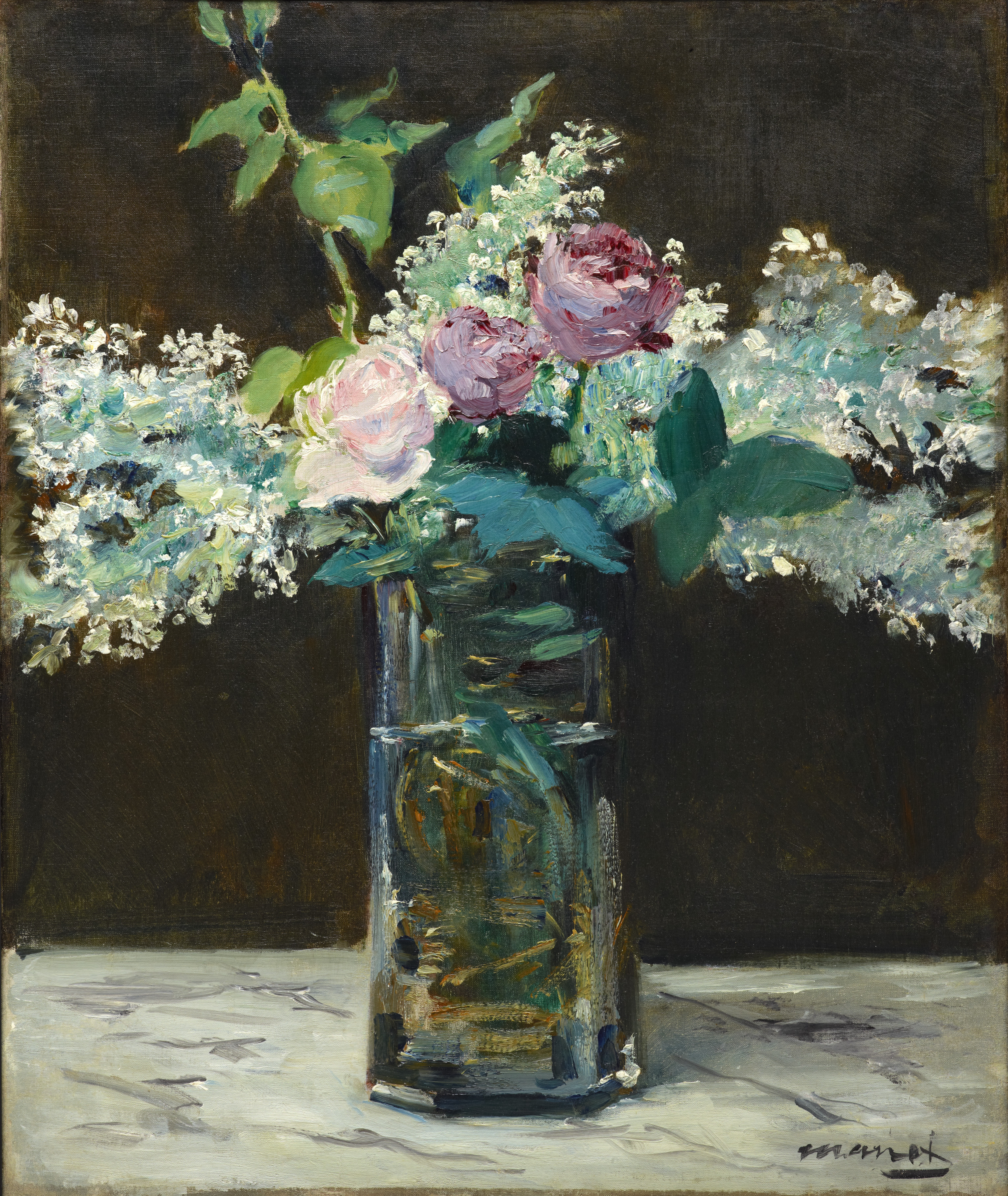
Édouard Manet: Vase mit weißen Flieder und Rosen (Dallas Museum of Art)
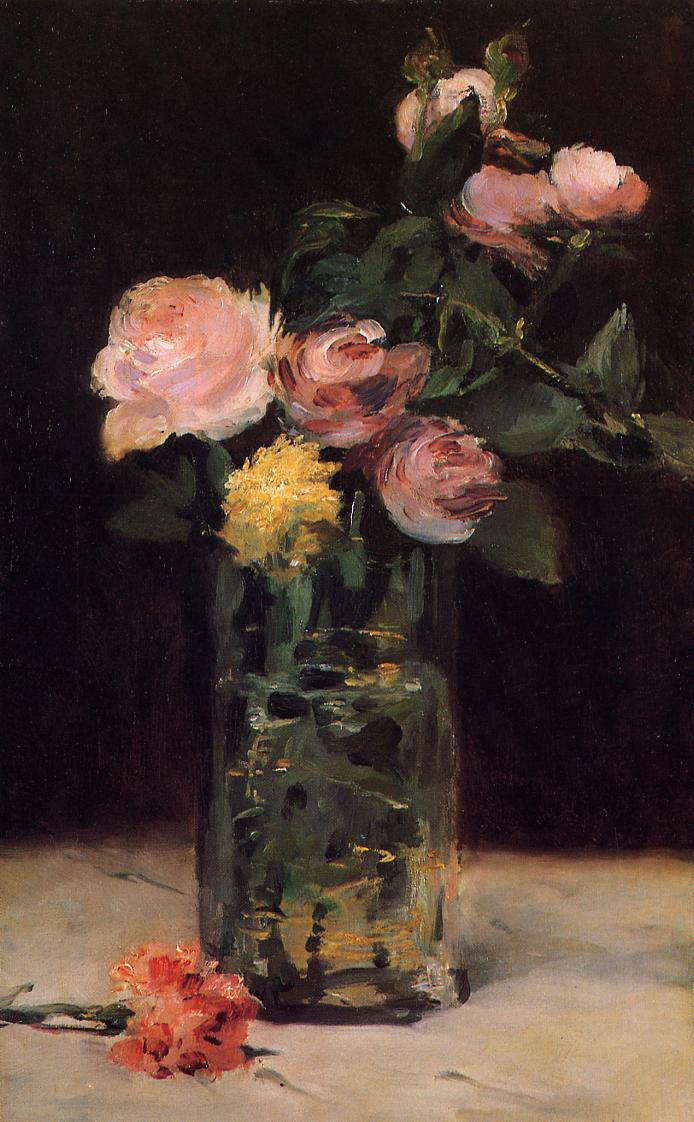
Édouard Manet: Rosen in einer Glasvase (Privatsammlung)
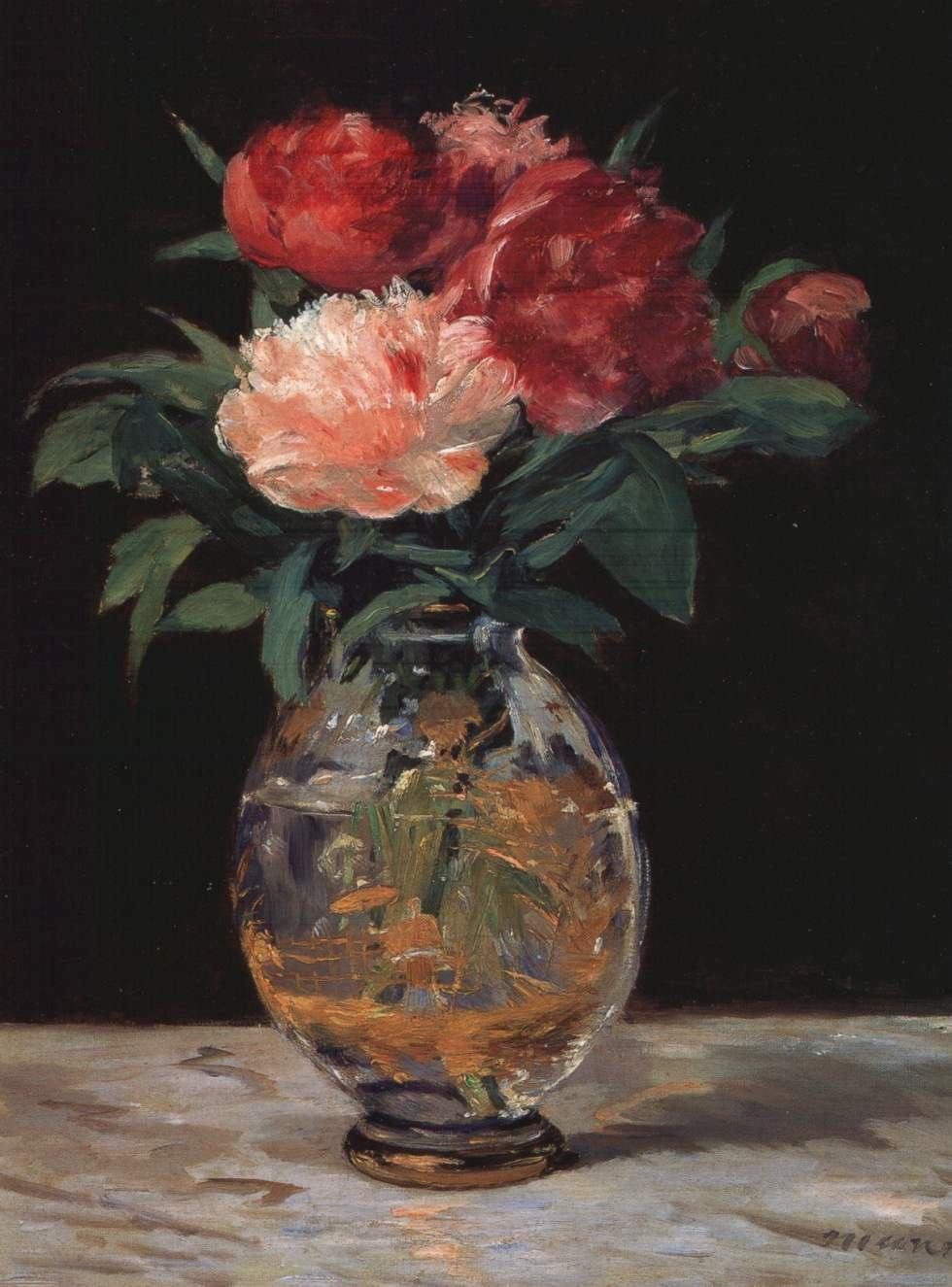
Édouard Manet: Pfingstrosen (Privatsammlung)
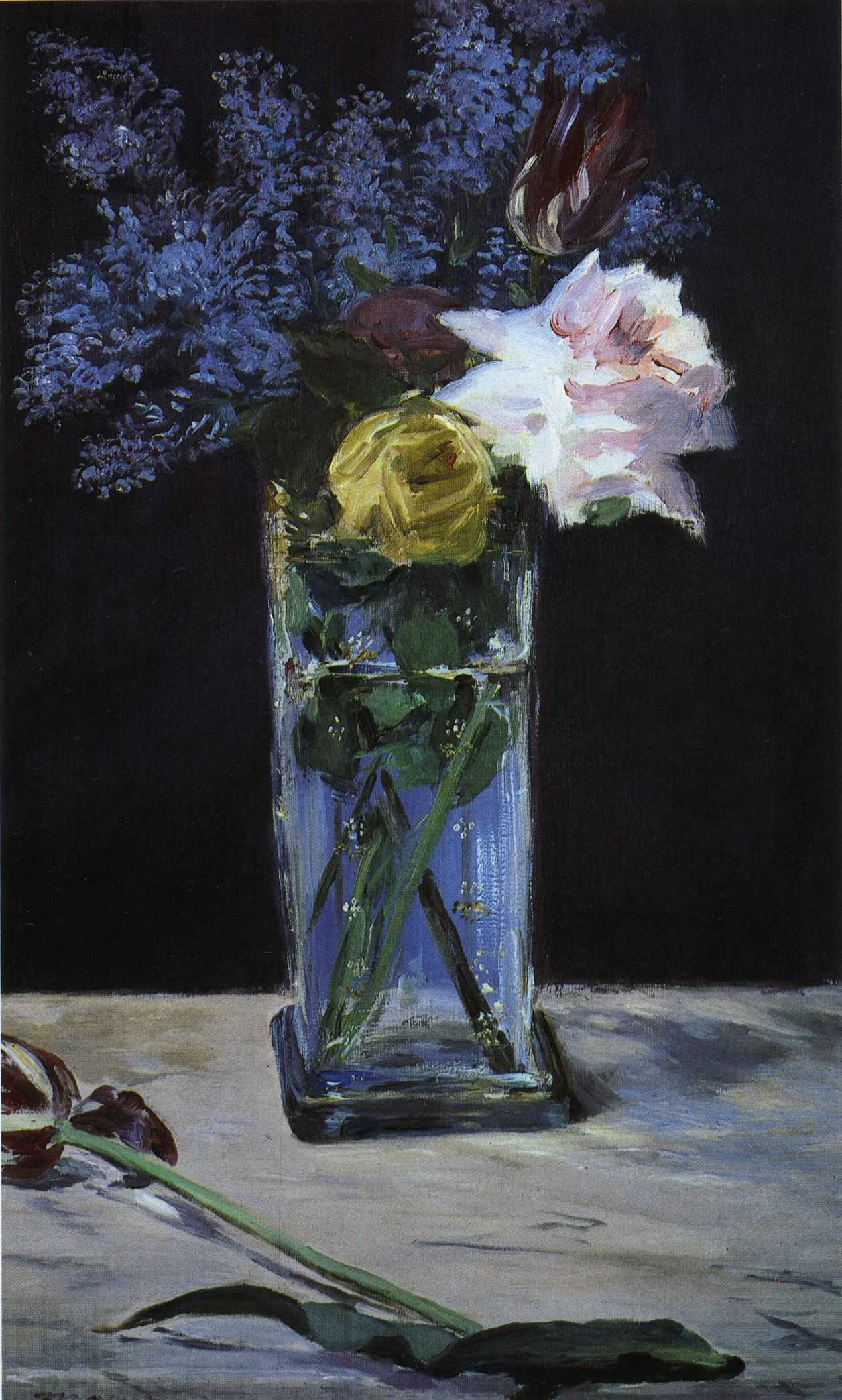
Édouard Manet: Kristallvase mit Rosen Tulpen und Flieder (Privatsammlung)

## Provenienz
Das Gemälde Rosen und Tulpen in einer Vase befand sich zunächst in der Sammlung des Kunstkritikers Louis de Fourcaud in Paris. Nach seinem Tod wurde das Bild am 29. März 1917 als Nr. 49 der Sammlung de Fourcaud in Paris versteigert. Bei dieser Auktion erwarb der Kunsthändler Paul Rosenberg das Gemälde. Möglicherweise befand sich das Bild zwischenzeitlich im Besitz der Kunsthändler Walter Halvorsen in Oslo und Herbert Colman in London. Zu Beginn des Zweiten Weltkriegs war Paul Rosenberg Eigentümer des Gemäldes. Nach dem Einmarsch der deutschen Truppen floh Rosenberg im Juni 1940 aus Frankreich und musste seinen Bestand an Kunstwerken zurücklassen. Manets Gemälde Rosen und Tulpen in einer Vase gelangte danach unter ungeklärten Umständen in den Besitz des Kunsthändlers Theodor Fischer in Luzern. Von ihm erwarb der Zürcher Kunstsammler Emil Georg Bührle das Bild 1942. Für das als Vase angebotene Gemälde zahlte Bührle an Fischer 55.000 Schweizer Franken. Nach dem Zweiten Weltkrieg musste Bührle die Besitzansprüche von Paul Rosenberg anerkennen. Bührle erwarb das Bild 1948 erneut, diesmal von der New Yorker Filiale der Kunsthandlung Paul Rosenberg. Er kaufte das nunmehr als Vase au dragon bezeichnete Gemälde zusammen mit dem Bild Port de Rouen von Camille Pissarro für 28.500 US-Dollar, was zu dieser Zeit 122.000 Schweizer Franken entsprach. Nach Bührles Tod 1956 ging das Gemälde in den Besitz seiner Nachkommen über.